# Ingvar Kijevski
Ingvar Jaroslavič (rusko Ингварь Ярославич, ukrajinsko Інгвар Ярославич) je bil knez Dorogobuža, Lucka in Vladimirja in  veliki kijevski knez, * okoli 1152, † okoli 1220.

## Življenje
Bil je sin Jaroslava II. Kijevskega in vnuk Vladimirja Monomaha.
Leta 1180 se je pridružil Rjuriku Rostislaviču v njegovem boju proti Svjatoslavu Vsevolodoviču Černigovskemu. Po Pesmi o Igorjevem pohodu je bil Ingvar pogumen mož, vendar nikoli ni želel dražiti svojih močnih sosedov. Leta 1183 je na primer v Dorogobužu zavrnil namestitev Vladimirja II. Jaroslaviča, ki je bil izgnan iz Haliča. Zdi se, da je bil previden tudi do Jaroslava Osmomisla, očeta Vladimirja Jaroslaviča.
Kmalu zatem je prevzel mesto svojega starejšega brata Vsevoloda Jaroslaviča kot vladar Lucka. Leta 1202 je bil imenovan za vladarja Kijeva namesto odstavljenega Rjurika Rostislaviča v skladu z dogovorom med Romanom Mstislavičem iz Haliča in velikim vladimirskim knezom Vsevolodom Veliko gnezdo. Rjurik je še isto leto  s pomočjo Olgovičev in Polovcev ponovno pridobil Kijev. 
Leta 1204 je Ingvar skupaj z Aleksandrom Belškim sodeloval pri zavzetju mesta Vladimir in bil takoj imenovan za kneza, a ga je zaradi nezadovoljstva bojarjev kmalu zamenjal Aleksander. V letih 1208–1211 je poslal svojega sina na pomoč Daniilu Romanoviču v njegovem boju proti sinovom Igorja Svjatoslaviča Novgorod-Severskega. 
Leta 1212 sta Ingvar in Mstislav Romanovič napadla Vsevoloda Svjatoslaviča in zavzela Kijev. Po bitki pri Belgorodu je Ingvar prostovoljno prepustil Kijev Mstislavu Romanoviču in odšel v Luck.

## Otroci
- Izjaslav, knez Dorohobuža,
- Svjatoslav, knez Šumska,
- Jaroslav, knez Peremišla, Šumska in Lucka,
- Boris in
- Grzimislava, žena poljkega velikega vojvode Leška I. Belega.

## Vira
- Войтович Л. Княжеские династии Восточной Европы. Волинська гілка Мономаховичів. Болохівські князі. Острозькі. Заславські
- Экземплярский А.В. Ингварь Ярославич. Экземплярский.

| Ingvar JaroslavičRurikidiRojen: okoli 1152 Umrl: okoli 1220 |                                   |                         |
| Vladarski nazivi                                            |                                   |                         |
| Predhodnik: Svjatoslav III.                                 | Veliki kijevski knez 1202 in 1214 | Naslednik: Mstislav II. |